# Condado de Crawford (Geórgia)
O Condado de Crawford é um dos 159 condados do Estado americano de Geórgia. A sede do condado é Knoxville, e sua maior cidade é Knoxville. O condado possui uma área de 846 km², uma população de 12 495 habitantes, e uma densidade populacional de 15 hab/km² (segundo o censo nacional de 2000). O condado foi fundado em 9 de dezembro de 1822.